# Bulbul à stries jaunes
Phyllastrephus flavostriatus
Espèce
Statut de conservation UICN

 LC  : Préoccupation mineure
Le Bulbul à stries jaunes (Phyllastrephus flavostriatus) est une espèce de passereaux de la famille des Pycnonotidae.

## Habitat

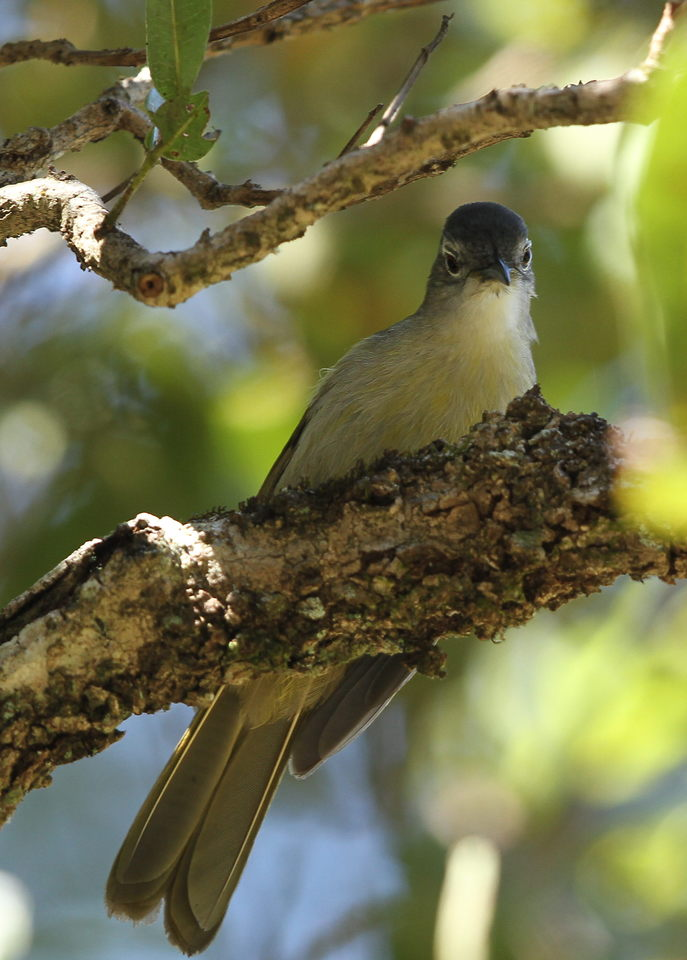

Son habitat naturel est les forêts humides subtropicales ou tropicales en plaine ou en montagne.

## Répartition et sous-espèces
Cet oiseau est endémique de l'afromontane.
Selon la classification de référence du Congrès ornithologique international (14.2, 2024) il se répartit en 7 sous-espèces :
- P. f. graueri Neumann, 1908 — forêts d'altitude du rift Albertin ;
- P. f. olivaceogriseus Reichenow, 1908 — forêts d'altitude du rift Albertin ;
- P. f. kungwensis Moreau 1941 — ouest de la Tanzanie ;
- P. f. uzungwensis Jensen & Stuart, 1982 — monts Udzungwa
- P. f. tenuirostris (Fischer & Reichenow) 1884 — sud-est du Kenya, est de la Tanzanie et nord-est du Mozambique ;
- P. f. vincenti Grant & Mackworth-Praed, 1940 — sud-est du Malawi et ouest du Mozambique ;
- P. f. flavostriatus (Sharpe, 1876) — est du Zimbabwe et de l'Afrique du Sud, sud du Mozambique.